# Federazione cestistica delle Figi
La Federazione cestistica delle Figi è l'ente che controlla e organizza la pallacanestro nelle Figi.
La federazione controlla inoltre la nazionale di pallacanestro delle Figi e ha sede a Suva.
È affiliata alla FIBA dal 1979 e organizza il campionato di pallacanestro delle Figi.